# Beichtspiegel

Katholischer Beichtspiegel Ende des 19. Jahrhunderts, Inhaltsverzeichnis

Als Beichtspiegel bezeichnet man ein Blatt oder Heftchen, das als Hilfsmittel bei der Gewissenserforschung, vor allem in der Vorbereitung auf die Beichte,  dient. Beichtspiegel enthalten Fragen zu verschiedenen Lebensbereichen, die der Selbstprüfung und als Unterstützung des Gedächtnisses dienen. Zuweilen sind sie mit  Darstellungen Jesu Christi, der Gottesmutter, der Schutzpatrone oder des bußfertigen Schächers in Holzschnitt versehen. Beichtspiegel sind daher für die Anfänge der Holzschnittkunst von Bedeutung.
Historische Beichtspiegel stellen zudem eine wichtige indirekte Quelle der Mentalitätsgeschichte dar, da literarische Zeugnisse abweichenden moralischen bzw. religiösen Verhaltens in der Regel dem Index zum Opfer fielen.
Katholische Gebetbücher enthalten schon seit dem 14. Jahrhundert gebräuchliche, sogenannte „Gewissensspiegel“ zur Vorbereitung auf die Beichte.

## Gewissensspiegel im Gotteslob
Angegeben ist im Folgenden die Nummer des Gotteslobs von 1975
- Gl 61: erster Gewissensspiegel (kurze Erläuterungen zu den zehn Geboten, vgl. Katholischer Erwachsenen-Katechismus Band 2)
- Gl 62: allgemeiner Gewissensspiegel
- Gl 63: dritter Gewissensspiegel (Glaube – Hoffnung – Liebe)
- Gl 64: vierter Gewissensspiegel (Leben für andere)

- Für Kinder und Jugendliche:
  - Gl 65: Beichte der Kinder
  - Gl 66: Schülerbeichte

Im neuen Gotteslob von 2013 gibt es die „Hilfen zur Gewissenserforschung“:
- GL 598: Hilfen zur Gewissenserforschung für Kinder
- GL 599: Hilfen zur Gewissenserforschung für Jugendliche und Erwachsene
- GL 600: Gewissenserforschung 1
- GL 601: Gewissenserforschung 2: Die 10 Gebote